# 반딧불이과
반딧불이 또는 개똥벌레(문화어: 불벌레, firefly 또는 lightning bug, 학명: Lampyridae)는 딱정벌레목의 하위 과 가운데 하나이다. 약 1,900종의 곤충이 이 무리에 드는데, 대부분 생물 발광이라는 생리 과정을 통해 배에서 빛을 발한다.

## 어원
과거 문헌들에서는 반딧불이를 찾을 수 없으며 반되, 반도, 반듸, 반대, 반디로 나타나고 있다.
현재 명칭인 반딧불이는 과거 명칭인 반디에 '불'을 합친 뒤 접미사 '-이'를 붙인 형태이다.

## 생태
성충은 아무것도 먹지 않는 종류도 있고, 꽃의 화분이나 꽃꿀을 먹는 종류도 있다. 유충은 다슬기나 달팽이, 다른 곤충을 먹는다. 몸길이는 4~30 밀리미터 정도이고 몸은 약간 긴 타원형이다. 몸빛은 전체가 노란색인 것, 날개 끝이 검은 것, 검고 바깥가장자리가 노란색인 것, 앞가슴등판이 주황색인 것 등이 있다. 발광기가 있는 배의 뒤쪽 마디는 엷은 노랑 또는 엷은 붉은색이다. 대부분 초저녁에 활동하며, 노란 빛을 내면서 풀밭 위를 조용히 날아다닌다. 날개는 두 쌍이며, 날 때에는 뒷날개만 사용한다. 발광기는 배의 뒤쪽 제2마디 앞뒤에 있다. 발광기에서 일어나는 화학반응을 통해 빛을 내며 열이 없다. 이 빛을 신호로 보내 짝을 찾는데, 종류에 따라 신호가 정해져 있다. 수컷이 암컷을 찾아왔을 때 암컷이 흐린 빛만 내면 수컷은 그대로 날아간다고한다. 성충은 보통 거의 먹지 않고, 암컷은 풀의 뿌리 곁이나 이끼 또는 습한 흙 위나 흙 속 등에 알을 낳는다. 알은 일반적으로 황백색이며 공모양이고, 종류에 따라서는 암컷의 몸 속에 있을 때부터 발광하는 것이 발견된다.
유충은 일부를 제외하고 육생이며, 낮에는 숲 속의 낙엽 밑이나 돌 밑 등에 숨고 밤에 활동한다. 주로 다슬기, 달팽이 등 조개류를 날카로운 큰 턱으로 물고, 큰 턱의 작은 홈으로 소화액을 주입하여 다슬기나 달팽이 등을 마취시킨 다음, 액체 모양으로 만들어 빨아먹는다. 종류에 따라서는 드물게 지렁이나 불가사리 등을 공격하는 것도 있다. 성충이 발광하는 종류는 유충도 발광하며 보통 제8마디에 한 쌍의 발광기가 있는데, 성충이 거의 빛나지 않는 검정늦반딧불이 등 낮에 활동하는 종류에도 유충이 빛나는 것이 많다. 일반적으로 야행성 종류는 주행성에 비해 눈이 크며 촉각이 짧은 경향이 있다. 단일종으로서의 반딧불이와 운문산반딧불이, 애반딧불이의 유충이 수생이라는 것은 잘 알려져 있는데 배의 각 마디 양쪽에 둘로 갈라진 기관아가미를 가지며 주로 다슬기 등 담수 고둥을 먹는다. 속칭 물반딧불이라고 하는 것은 이와 같은 수생 유충이며, 성장하면 땅 위로 올라와 흙 속에 작은 집을 짓고 번데기가 된다. 수생인 반딧불이는 알에서 성충까지 보통 1년, 때로는 2년이 걸린다. 성충 기간은 10~15일 정도이다.
어른벌레뿐만 아니라 알, 애벌레, 번데기도 빛을 낸다. 빛을 내는 원리는 루시페린이 루시페라아제에 의해서 산소와 반응해 일어나는 것이다. 빛은 보통 노란색 또는 황록색이며, 파장은 500∼600nm(나노미터)이다.
현재 한국에서는 하천의 농약오염과 급속한 도시화 등으로 서식지가 파괴되어 절멸 위기에 처해 있다. 현재 무주 일원 반딧불이와 그 먹이 서식지가 천연기념물 322호로 지정되어 있다.

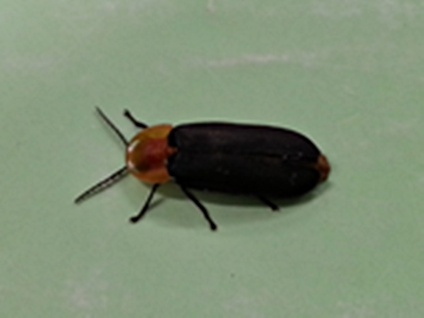
늦반딧불이

## 하위 분류
- Cyphonocerinae
- 반딧불이아과 (Lampyrinae)
- 애반딧불이아과 (Luciolinae)
- Ototetrinae (논란 중)
- Photurinae
- 아과 분류가 불확실(incertae sedis)한 하위 속
  - Oculogryphus

  - Pterotus LeConte, 1859

## 반딧불이 축제
전북특별자치도 무주군에서는 매년 9월 초 애반딧불이 출현 시기에 맞춰 반딧불이 축제가 열린다. 부산광역시 태종대에서 매년 6월 10일 전후 반딧불이 행사를 체육공원에서 하고 있다. 반딧불이 관찰은 밤 8시경, 1천명 정도 참가하고 있다.